# Giampiero Giulietti
Giampiero Giulietti (Città di Castello, 17 dicembre 1968) è un politico italiano.

## Biografia
Sindaco di Umbertide dal 14 giugno 2004 al 7 aprile 2013, dal 22 maggio 2014 membro della commissione bilancio, tesoro e programmazione della Camera dei Deputati.
Alle elezioni politiche del 2013 viene eletto deputato della XVII legislatura della Repubblica Italiana nella circoscrizione Umbria per il Partito Democratico.
In occasione delle elezioni politiche del 2018 si candida al Senato della Repubblica nel collegio uninominale Umbria - 01 (Perugia), ma viene sconfitto dal candidato del centro-destra (in quota Fratelli d'Italia) Francesco Zaffini.